# Consistórios de Bento XVI
Segue-se uma lista dos consistórios de Bento XVI. Foi o Papa mais recente até o momento, desde Pio VIII, cujo nenhum dos cardeais que criou se tornou Pontífice posteriormente.
Cardeais em Negrito estão vivos.

## 24 de Março de 2006
No seu primeiro consistório, em 24 de março de 2006, Bento XVI criou quinze novos cardeais dos quais doze eleitores, ou seja, purpurados com menos de oitenta anos de idade e que têm direito a voto num futuro Conclave. Chamou a mídia à atenção para o fato de, entre os cardeais nomeados, ter sido elevado ao cardinalato o arcebispo de Hong Kong, Joseph Zen Ze-Kiun, forte opositor do regime comunista chinês.

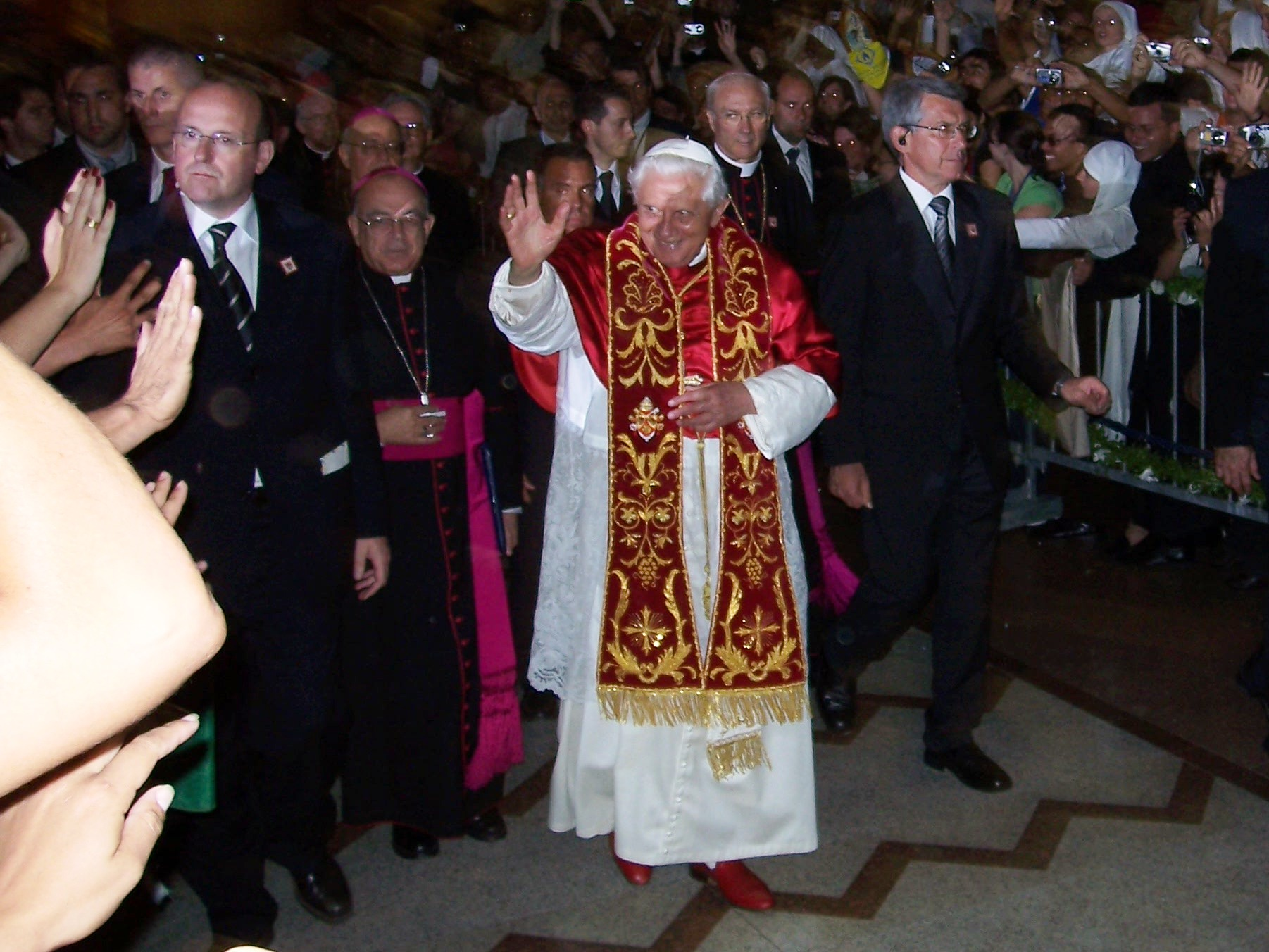
Bento XVI deixa a Basílica de Aparecida, no Brasil, após a oração do Rosário

 Alguns querem ver nisto o início de uma tentativa de restabelecimento de laços diplomáticos do Vaticano com a China. Com a criação dos novos doze cardeais eleitores o número ascendeu a 120, limite máximo fixado por Paulo VI em 1973. Os quinze purpurados foram:
1. William Joseph Levada (1936-2019) prefeito da Congregação para a doutrina da fé e arcebispo de San Francisco †
2. Franc Rodé, C.M. (n. 1934) prefeito da Congregação para os Institutos de Vida Consagrada e as Sociedades de Vida Apostólica
3. Agostino Vallini (n. 1940) prefeito do Supremo Tribunal da Assinatura Apostólica
4. Jorge Liberato Urosa Savino (1942-2021) arcebispo de Caracas †
5. Gaudencio Borbon Rosales (n. 1932) arcebispo de Manila
6. Jean-Pierre Bernard Ricard (n. 1944) arcebispo de Bordéus
7. Antonio Cañizares Llovera (n. 1945) Arcebispo emérito de Valência
8. Nicolas Cheong Jin-suk (1931–2021) arcebispo de Seul †
9. Sean Patrick O'Malley, O.F.M.Cap. (n. 1944)  arcebispo de Boston
10. Stanisław Dziwisz (n. 1939) arcebispo de Cracóvia (ex-secretário pessoal de João Paulo II)
11. Carlo Caffarra (1938–2017) arcebispo de Bolonha †
12. Joseph Zen Ze-kiun, S.D.B. (n. 1932) bispo de Hong Kong

### Acima dos 80 anos
1. Andrea Cordero Lanza di Montezemolo (1925–2017) arcipreste da Basílica de São Paulo fora dos Muros em Roma (primo de Luca Cordero di Montezemolo, presidente da Fiat) †
2. Peter Proeku Dery (1918–2008) arcebispo emérito de Tamale  †
3. Albert Vanhoye, S.J. (1923 – 2021) ex-benemérito reitor do Pontifício Instituto Bíblico e secretário da Pontifícia Comissão Bíblica †

## 24 de Novembro de 2007
No consistório realizado no dia 24 de novembro de 2007, o papa Bento XVI criou 23 novos cardeais, 18 dos quais com menos de oitenta anos e cinco com mais de oitenta anos, sendo dois destes sacerdotes, não bispos. Entre os cardeais criados estava o arcebispo de São Paulo, Dom Odilo Scherer. Os cardeais criados foram:

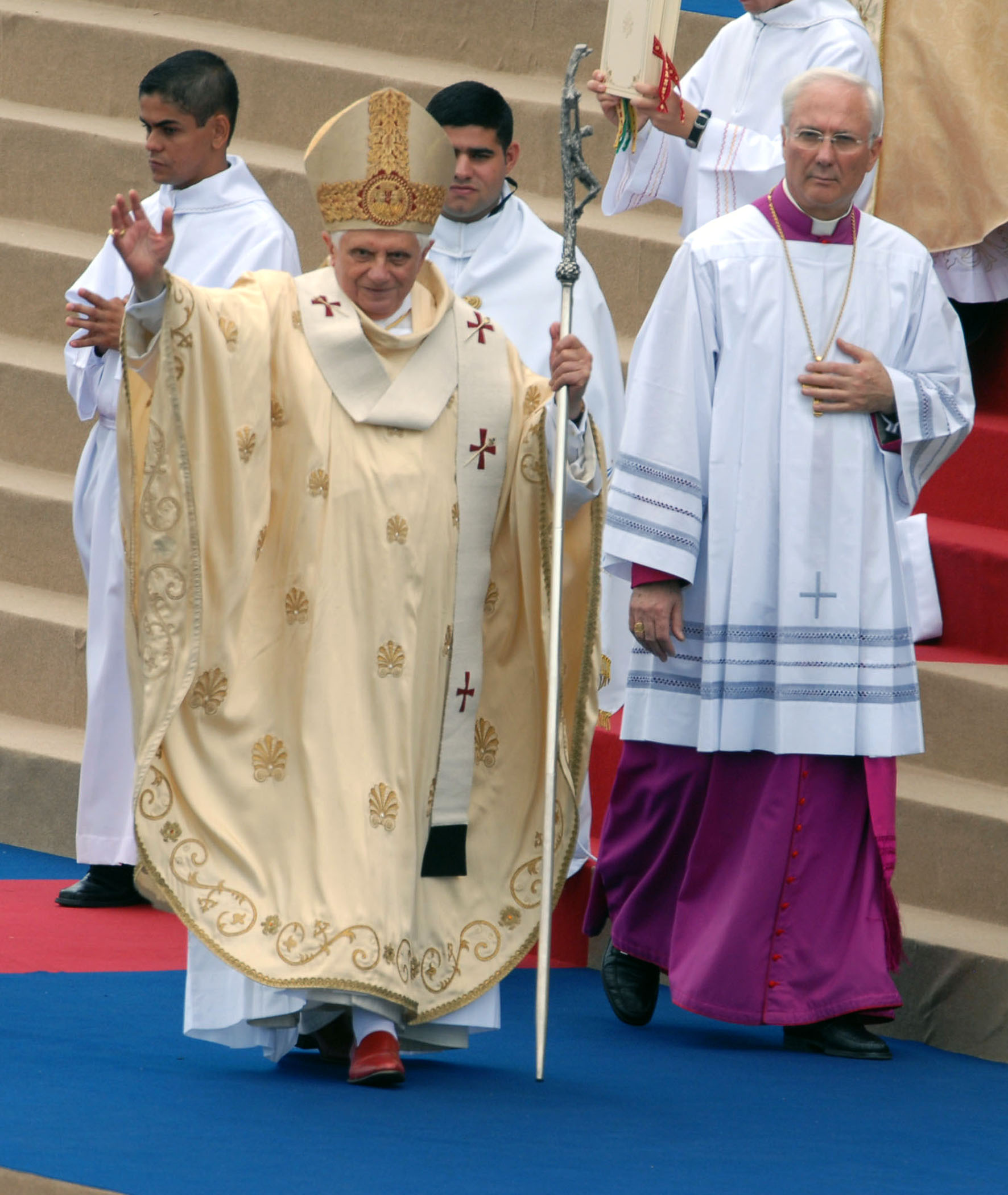
Bento XVI no Brasil, Aparecida, maio de 2007

1. Leonardo Sandri (n. 1943), prefeito da Congregação para as Igrejas Orientais, ex-secretário adjunto da Secretaria de Estado do Vaticano.
2. John Patrick Foley (1935–2011), Grão Mestre da Ordem Equestre do Santo Sepulcro de Jerusalém. †
3. Giovanni Lajolo (n. 1935), Presidente da Pontifícia Comissão e presidente do Governatorato do Estado da Cidade do Vaticano.
4. Paul Josef Cordes (1934-2024), presidente do Pontifício Conselho Cor Unum. †
5. Angelo Comastri (n. 1943), arcipreste da Basílica de São Pedro.
6. Stanisław Ryłko (n. 1945), presidente do Pontifício Conselho para os Leigos.
7. Raffaele Farina (n. 1933), bibliotecário e arquivista do Vaticano.
8. Agustín García-Gasco Vicente (1931–2011), arcebispo de Valência, Espanha. †
9. Seán Baptist Brady (n. 1939), arcebispo de Armagh, Irlanda.
10. Lluís Martínez Sistach (n. 1937), arcebispo de Barcelona, Espanha.
11. André Vingt-Trois (1942-2025), arcebispo de Paris, França. †
12. Angelo Bagnasco (n. 1943), arcebispo de Gênova, Itália.
13. Théodore-Adrien Sarr (n. 1936), arcebispo de Dakar, Senegal.
14. Oswald Gracias (n. 1944), arcebispo de Bombaim, Índia.
15. Francisco Robles Ortega (n. 1949), arcebispo de Monterrey, México.
16. Daniel Nicholas DiNardo (n. 1949), arcebispo de Galveston-Houston, Estados Unidos.
17. Odilo Pedro Scherer (n. 1949), arcebispo de São Paulo, Brasil.
18. John Njue (n. 1944), arcebispo de Nairóbi, Quênia.

### Acima dos 80 anos
1. Sua Beatitude Emmanuel III Delly (1927–2014), patriarca de Babilônia dos Caldeus. †
2. Giovanni Coppa. (1925–2016) †
3. Estanislao Esteban Karlic, (1926–2025) arcebispo emérito de Paraná, Argentina. †
4. Urbano Navarrete, S.J. (1920–2010), ex-reitor da Pontifícia Universidade Gregoriana, Itália. †
5. Umberto Betti, O.F.M. (1922–2009), ex-reitor da Pontifícia Universidade Lateranense, Itália. †

## 20 de Novembre de 2010
O Consistório Ordinário Público de 2010 para a criação de novos cardeais foi anunciado pelo Papa Bento XVI na audiência geral do dia 20 de outubro de 2010, no Vaticano, e realizou-se no dia 20 de novembro de 2010. Foram criados 24 novos cardeais, 20 dos quais com menos de oitenta anos e quatro com mais de oitenta anos, sendo um destes sacerdote, não bispo. Entre os cardeais criados estava o arcebispo de Aparecida, Dom Raymundo Damasceno Assis. Os cardeais criados foram:
1. Angelo Amato, S.D.B. (1938-2024)- prefeito da Congregação para as Causas dos Santos
2. Antonios I Naguib (1935 - 2022) - Patriarca de Alexandria dos Coptas, Egito †
3. Robert Sarah  (n. 1945)- presidente do Pontifício Conselho Cor Unum
4. Francesco Monterisi (n. 1934) - arcipreste da Basílica de São Paulo Extramuros
5. Fortunato Baldelli (1935 - 2012) - penitenciário-Mor †
6. Raymond Leo Burke (n. 1948) - prefeito do Supremo Tribunal da Assinatura Apostólica
7. Kurt Koch (n. 1950)- presidente do Pontifício Conselho para a Promoção da Unidade dos Cristãos
8. Paolo Sardi (1934 - 2019) - vice-Camerlengo da Santa Igreja Romana †
9. Mauro Piacenza (n. 1944) - prefeito da Congregação para o Clero
10. Velasio De Paolis, C.S. (1935 - 2017) - presidente da Prefeitura dos Assuntos Econômicos da Santa Sé †
11. Gianfranco Ravasi (n. 1942) - presidente do Pontifício Conselho para a Cultura
12. Medardo Joseph Mazombwe (1931 - 2013) - arcebispo emérito de Lusaka, Zâmbia †
13. Raúl Eduardo Vela Chiriboga (1934 - 2020) - arcebispo emérito de Quito, Equador †
14. Laurent Monsengwo Pasinya (1939 - 2021) - arcebispo de Kinshasa, República Democrática do Congo †
15. Paolo Romeo (n. 1939) - arcebispo de Palermo, Itália
16. Donald William Wuerl (n. 1940) - arcebispo de Washington, Estados Unidos
17. Raymundo Damasceno Assis (n. 1937) - arcebispo de Aparecida, Brasil
18. Kazimierz Nycz (n. 1950) - arcebispo de Varsóvia, Polônia
19. Albert Malcolm Ranjith Patabendige Don  (n. 1947)- arcebispo de Colombo, Sri Lanka
20. Reinhard Marx (n. 1953) - arcebispo de Munique e Frisinga, Alemanha

### Acima dos 80 anos
1. José Manuel Estepa Llaurens (1926–2019) - arcebispo Ordinário Militar emérito, Espanha †
2. Elio Sgreccia (1928–2019) - presidente emérito da Pontifícia Academia para a Vida †
3. Walter Brandmüller (n. 1929)- presidente emérito do Pontifício Comitê das Ciências Históricas
4. Domenico Bartolucci (1917–2013) - Maestro-diretor emérito da Capela Musical Pontifícia †

## 18 de Fevereiro de 2012
O Consistório Ordinário Público de 2012 para a criação de novos cardeais foi anunciado pelo Papa Bento XVI na Oração do Angelus do dia 6 de janeiro de 2012, Solenidade da Epifania, no Vaticano, e realizou-se no dia 18 de fevereiro de 2012. Entre os cardeais criados estava o Prefeito da Congregação para os Institutos de Vida Consagrada e Sociedades de Vida Apostólica, o brasileiro João Braz de Aviz. Os cardeais criados foram:
1. Fernando Filoni (n. 1946) - prefeito da Congregação para a Evangelização dos Povos
2. Manuel Monteiro de Castro (n. 1938) - penitenciário-Mor
3. Santos Abril y Castelló (n. 1935) - arcipreste da Basílica de Santa Maria Maior
4. Antônio Maria Vegliò (n. 1938) - Presidente do Pontifício Conselho para a Pastoral dos Migrantes e Itinerantes
5. Giuseppe Bertello (n. 1942) - Presidente da Pontifícia Comissão para o Estado da Cidade do Vaticano
6. Francesco Coccopalmerio (n. 1938) - Presidente do Pontifício Conselho para os Textos Legislativos
7. João Braz de Aviz (n. 1947) - Prefeito da Congregação para os Institutos de Vida Consagrada e Sociedades de Vida Apostólica
8. Edwin Frederick O'Brien (n. 1939) - Grão-Mestre da Ordem Equestre do Santo Sepulcro de Jerusalém
9. Domenico Calcagno (n. 1943) - Presidente da Administração do Patrimônio da Sé Apostólica
10. Giuseppe Versaldi (n. 1943) - Presidente da Prefeitura dos Assuntos Econômicos da Santa Sé
11. Sua Beatitude George Alencherry (n. 1945) - Arcebispo da Arquidiocese Maior de Ernakulam-Angamaly
12. Thomas Christopher Collins (n. 1947) - Arcebispo de Toronto
13. Dominik Duka, O.P. (n. 1943)  - Arcebispo de Praga
14. Willem Jacobus Eĳk (n. 1953) - Arcebispo da Utrecht
15. Giuseppe Betori (n. 1947) - Arcebispo da Florença
16. Timothy Michael Dolan (n. 1950) - Arcebispo da Nova Iorque
17. Rainer Maria Woelki  (n. 1956) - Arcebispo de Berlim
18. John Tong Hon (n. 1939) - Bispo de Hong Kong

#### Acima dos 80 anos
1. Lucian Mureşan (n. 1930) - Arcebispo Maior de Făgăraş şi Alba Iulia
2. Julien Ries (1920–2013) - sacerdote belga †
3. Prosper Grech, O.S.A. (1925–2019) - sacerdote, professor emérito e consultor da Congregação para a Doutrina da Fé e membro da Pontifícia Comissão Bíblica †
4. Karl Becker, S.J. (1928–2015) - sacerdote alemão †

## 24 de Novembro de 2012
O Segundo Consistório Ordinário Público de 2012 para a criação de novos cardeais foi anunciado pelo Papa Bento XVI na Audiência de Quarta-feira do dia 24 de outubro de 2012, no Vaticano, e realizou-se no dia 24 de novembro de 2012. Os cardeais criados foram:
1. James Michael Harvey (n. 1949) - Nomeado Arcipreste da Basílica de São Paulo Extramuros
2. Sua Beatitude Béchara Boutros Raï (n. 1940) - Patriarca Católico Maronita de Antioquia
3. Sua Beatitude Baselios Cleemis Thottunkal (n. 1959) - Arcebispo Maior da Arquidiocese Maior de Trivandrum
4. John Olorunfemi Onaiyekan (n. 1944) - Arcebispo da Arquidiocese de Abuja
5. Rubén Salazar Gómez (n. 1942) - Arcebispo da Arquidiocese de Bogotá
6. Luis Antonio Gokim Tagle (n. 1957) - Arcebispo da Arquidiocese de Manila